# Кобильно
Кобильно (пол. Kobylno, нім. Lerchenfelde) — село в Польщі, у гміні Лубняни Опольського повіту Опольського воєводства.
Населення — 190 осіб (2011).
У 1975-1998 роках село належало до Опольського воєводства.

## Демографія
Демографічна структура станом на 31 березня 2011 року:
|          | Загалом | Допрацездатний вік | Працездатний вік | Постпрацездатний вік |
| -------- | ------- | ------------------ | ---------------- | -------------------- |
| Чоловіки | 97      | 15                 | 75               | 7                    |
| Жінки    | 93      | 11                 | 58               | 24                   |
| Разом    | 190     | 26                 | 133              | 31                   |